# Zaspa-Młyniec
Zaspa-Młyniec – dzielnica administracyjna Gdańska, położona w północnej części miasta, pomiędzy Dolnym Wrzeszczem, Przymorzem Małym i Strzyżą. Zaspa-Młyniec graniczy również z drugą częścią Zaspy – Rozstajami. 
Młyniec jako część osiedla mieszkaniowego powstał w latach 70. XX w. na terenach byłego lotniska Gdańsk-Wrzeszcz. Wyróżnikiem dzielnicy jest kolekcja malarstwa monumentalnego - murali na elewacjach bloków. Na jednym z nich został wyobrażony Lech Wałęsa, który w latach osiemdziesiątych mieszkał tu wraz z liczną rodziną. Autorem "pikselowego Lecha Wałęsy" jest malarz i performer Piotr Szwabe.

## System ulic
Głównymi ulicami w dzielnicy Zaspa-Młyniec są:
- al. Jana Pawła II – biegnie w kierunku południowo-zachodnim (w stronę Strzyży) oraz w kierunku północno-wschodnim (w stronę Zaspy-Rozstaje oraz Brzeźna);
- al. Rzeczypospolitej – oddziela Zaspę-Młyniec od Zaspy-Rozstaje, krzyżuje się z al. Jana Pawła II za pomocą węzła drogowego;
- ul. Franciszka Hynka – miejscami wyznacza granicę dzielnicy, znajdują się przy niej liczne ogródki działkowe; wschodnia część ulicy granicząca z Dolnym Wrzeszczem stanowi fragment drogi noszącej miano Nowej Kościuszki, wchodzącej w skład Trasy Słowackiego.

## Części
Młyniec dzieli się na dwie prawie równe pod względem ludności i powierzchni części:
- Młyniec A – część po północno-zachodniej stronie al. Jana Pawła II oraz jej kontynuacji – ul. Braci Lewoniewskich. Znajdują się w niej m.in. dzielnicowy dom kultury, kościół katolicki pod wezwaniem św. Kazimierza wraz z zespołem szkół katolickich, publiczna szkoła podstawowa i liceum, przedszkole, a także cztery duże pawilony handlowe – przy ul. Pilotów 3 (największy), przy ul. Startowej 30, przy ul. Startowej 4 oraz przy deptaku prowadzącym od ul. Hynka do przystanku Szybkiej Kolei Miejskiej Gdańsk Zaspa, a także kilka mniejszych.

- Młyniec B – część po południowo-wschodniej stronie al. Jana Pawła II oraz jej kontynuacji – ul. Braci Lewoniewskich. Znajdują się w niej m.in. przedszkole, kompleks handlowo-mieszkalny wyróżniający się spośród krajobrazu pełnego bloków, a także kilka małych pawilonów handlowych. Do 2005 roku na tym terenie znajdowały się hangary po dawnym Lotnisku Gdańsk-Wrzeszcz, zostały jednak wyburzone na potrzeby zabudowy mieszkalno-biurowej[5].

## Historia
Dawne nazwy: Mühlenland (1713), Mühlenhof (1734, 1801), Muhlhof (1921).

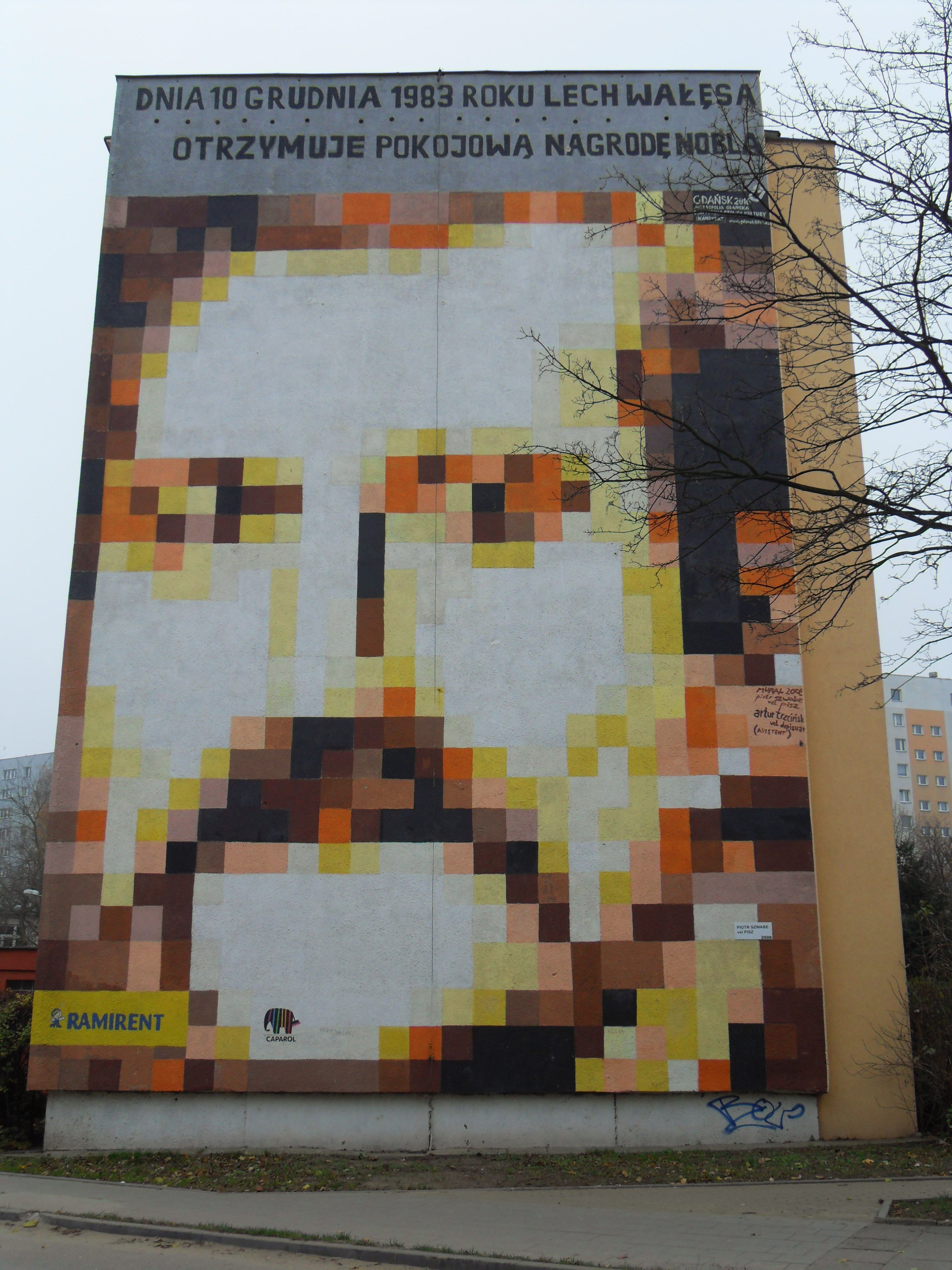
Młyniec - mural z "pikselową" podobizną Lecha Wałęsy

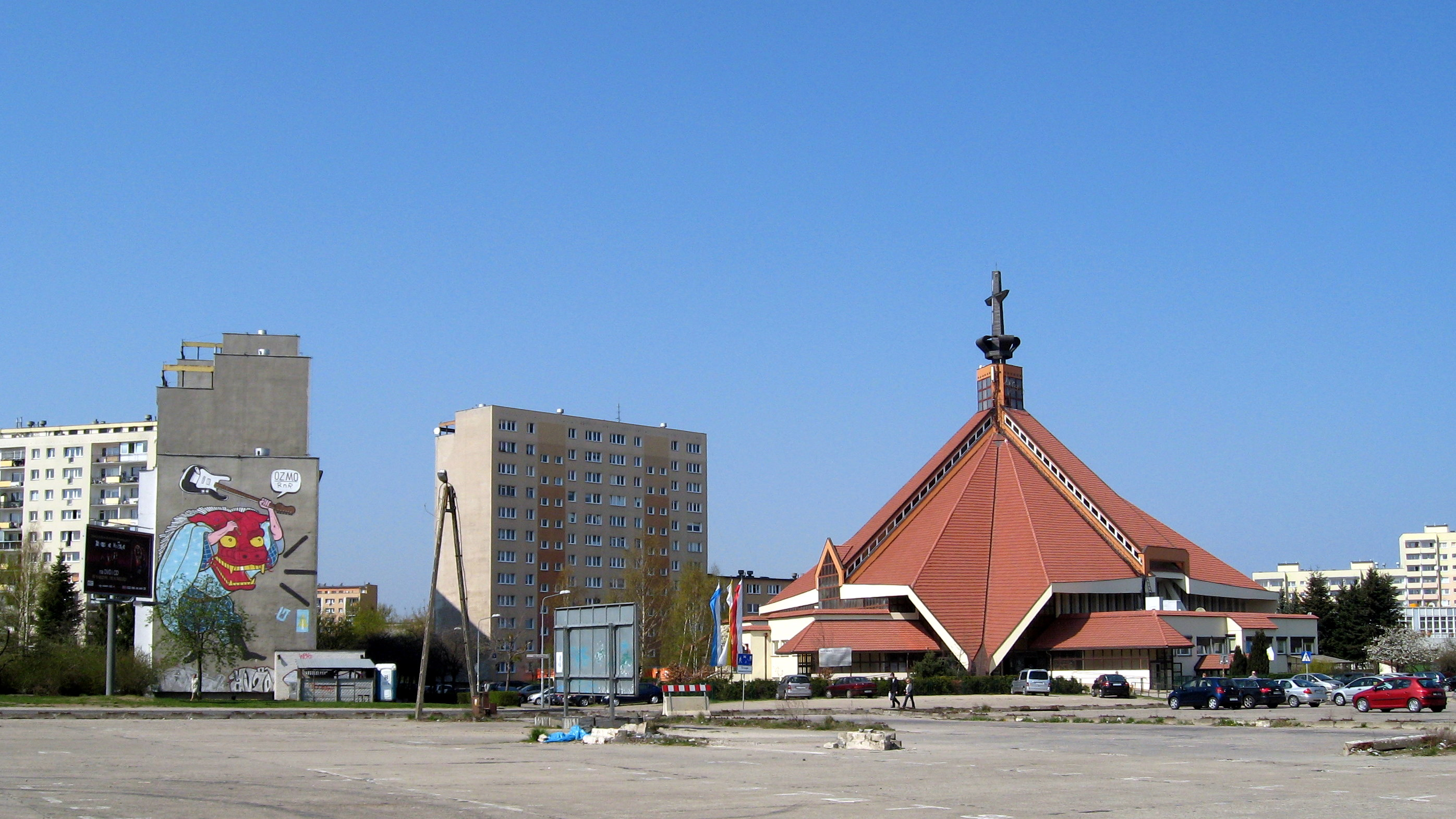
Młyniec i kościół pw. Świętego Kazimierza Królewicza

- Do 1773 mieścił się tu dwór na gruntach klasztoru w Oliwie.
- Od 1773 w zarządzie dóbr Oliwa.
- Od 1807 w obszarze Wolnego Miasta Gdańska.
- Od 1872 w obszarze gminy wiejskiej Oliwa, od 1874 - miasta Oliwa.
- Młyniec został włączony w granice administracyjne Gdańska w 1926[1].

- 2 stycznia 1952 została uruchomiona linia Szybkiej Kolei Miejskiej (linia kolejowa nr 250)[6], biegnąca wzdłuż Młyńca.

- 24 lipca 1973, na terenie działającego jeszcze lotniska we Wrzeszczu, został wmurowany kamień węgielny pod budowę pierwszego budynku osiedla Zaspa, przy ul. Pilotów 20[7].

## Rada Dzielnicy

### Kadencja 2024–2029[8][9][10][11]
- Przewodniczący Zarządu Dzielnicy
  - Kamil Sośniak
- Przewodniczący Rady Dzielnicy
  - Marcin Zabojszcz

### Kadencja 2019–2024[12]
- Przewodniczący Zarządu Dzielnicy
  - Kamil Sośniak
- Przewodnicząca Rady Dzielnicy
  - Małgorzata Ostrowska

### Kadencja 2015–2019[13]
- Przewodniczący Zarządu Dzielnicy
  - Kamil Sośniak
- Przewodnicząca Rady Dzielnicy
  - Agnieszka Wierzbicka

### Kadencja 2011–2015[14]
- Wybory do Rady Osiedla odbyły się we wrześniu 2011[15][16][17]
- od 1 czerwca 2014 jako Rada Dzielnicy[18]
- Przewodniczący Zarządu Dzielnicy
  - Paweł Wachułka
- Przewodniczący Rady Dzielnicy
  - Łukasz Bejm